# Aleksander Brodowski (1794–1865)
Aleksander Brodowski (ur. 13 lutego 1794 w Warszawie, zm. 29 października 1865) – polski działacz gospodarczy i polityczny, ziemianin, oficer, także polityk.

## Życiorys
Był oficerem ordynansowym generała Józefa Zajączka. Wziął udział w wyprawie na Moskwę w roku 1812. Uczestniczył też w bitwie pod Lipskiem, gdzie dostał się do niewoli. Później osiadł w swym majątku ziemskim pod Wschową. W 1851 roku został honorowym obywatelem tego miasta.
W 1822 roku związał się z Towarzystwem Kredytowym Ziemskim. Przez 18 lat działał w nim jako dyrektor generalny. Był deputowanym ze stanu rycerskiego z powiatu wschowskiego na sejm prowincjonalny Wielkiego Księstwa Poznańskiego w 1827 w 1830, w 1837, 1841 i w 1843 roku. Był posłem na sejm połączony monarchii pruskiej. Deputowany do Pruskiego Zgromadzenia Konstytucyjnego w 1848 roku i Pruskiego Zgromadzenia Narodowego. W 1850 roku zrezygnował z mandatu poselskiego.
Należał do deputacji wysłanej do Berlina w celu uzyskania większej samodzielności Księstwa (1848). Podczas tego przedsięwzięcia przemawiał przed królem Fryderykiem Wilhelmem IV. Wsławił się tym, że w ferworze mowy złapał go za guzik. Zreflektował się jednak szybko, że było to zachowanie niestosowne. Przytomnie powiedział, że delegaci nie mają zamiaru urządzić zamachu nawet na guzik królewski.
Był działaczem Komitetu Narodowego w Poznaniu. Z ramienia tej instytucji wszedł do komisji, która miała przygotować narodową reorganizację Wielkiego Księstwa Poznańskiego.
Znany był ze swojej słabości do tzw. węgrzyna (wina węgierskiego).

## Literatura dodatkowa
- Andrzej Wojtkowski: Brodowski Aleksander. W: Polski Słownik Biograficzny. T. 2: Beyzym Jan – Brownsford Marja. Kraków: Polska Akademia Umiejętności – Skład Główny w Księgarniach Gebethnera i Wolffa, 1936, s. 444-445. Reprint: Zakład Narodowy im. Ossolińskich, Kraków 1989, ISBN 83-04-03291-0.